# 切爾尼霍沃-托克馬昌斯克
47°8′12″N 36°12′40″E / 47.13667°N 36.21111°E
切爾尼霍沃-托克馬昌斯克（烏克蘭語：Чернігово-Токмачанськ）是位於烏克蘭東南部的村莊，由扎波羅熱州別爾江斯克區的切爾尼希夫卡市鎮負責管轄。該村處於貝希姆-喬克拉克河畔，距離斯捷波韋9公里，始建於1825年，面積0.69平方公里，海拔高度166米，2001年人口207。